# Додз, Лэнс
Лэнс М. Додес — американский психиатр и психоаналитик, наиболее известный своей теорией о том, что все зависимости — это психологические компульсии.   

## Биография
Доктор Додес получил степень бакалавра медицины в Дартмутском колледже в 1966 году, докторскую степень в  Медицинском институте им. Гейзеля в Дартмутском колледже в 1968 году и степень доктора медицины в Медицинском институте Гарварда в 1970 году. Доктор Додес — почетный обучающий и супервизирующий аналитик Бостонского психоаналитического общества и института, а также в прошлом доцент клинической психиатрии в Медицинском институте Гарварда. 

## Работа в области зависимости
До работы Додеса психологические теории зависимости отделяли ее от других распространенных психологических симптомов.      Додес стал первым, кто распознал, что зависимости идентичны тем симптомам, которые мы называем компульсиями,  — такое рассмотрение зависимости позволяет понимать ее и терапевтически работать с ней точно так же, как и с другими компульсивными симптомами. В своей книге «Сердце зависимости: новый подход к пониманию алкоголизма и к управлению им и другими видами аддиктивного поведения» и в серии рецензируемых академических статей Додес продемонстрировал, что зависимость — это симптом, в котором отражается потребность взять под контроль ошеломляющее чувство беспомощности.     Его вторая книга «Преодоление зависимости: руководство из 7 шагов по избавлению от любой зависимости» была признана Library Journal лучшей книгой в своей категории. 
В книге «Трезвая правда: разоблачение недостоверной науки в основе 12-шаговых программ и индустрии реабилитационных центров»  Додес с соавтором проанализировали исследования за последние 50 лет и обнаружили, что большинство вступивших в Анонимные Алкоголики (АА) людей не достигли долговременной трезвости, и только 5-8 % посетивших одно или несколько собраний АА достигли трезвости, которая продлилась в течение более одного года.  Книга была представлена в сегменте NPR , а ее обзор опубликован в New York Times .  Выдвинутая Додесом цифра 5–8% является спорной. 

## Другие работы
В 2004 году Додес появился в эпизоде Penn & Teller: Bullshit!  В 2015 году он выступил в качестве эксперта в фильме «Реабилитация как бизнес».  Он также написал эссе для книги 2017 года «Опасное дело Дональда Трампа»  и письмо-мнение, в котором выразил озабоченность по поводу эмоциональной стабильности Трампа, данное письмо было опубликовано в The New York Times . 

## Награды
В 2001 году Додес был награжден Факультетом наркологии Медицинского института Гарварда за «Выдающийся вклад» в изучение и лечение аддиктивного поведения. 
В 2009 году Додес был избран почетным членом Американской академии психиатрии зависимостей. 
Додес был удостоен авторской премии от Psychoanalytic Electronic Publishing за то, что вошел в 5% самых цитируемых авторов в 2011 году и оставался в этих 5% до 2018 года (последний год, по которому есть данные).